# 한지효 (2000년)
한지효(한국 한자: 韓知曉, 본명: 송지효, 2000년 7월 5일 ~ )는 대한민국의 배우, 유튜버이다.

## 학력
- 2007년 ~ 2013년 서울화곡초등학교
- 2013년 ~ 2016년 신화중학교
- 2016년 ~ 2019년 서울공연예술고등학교
- 2019년 ~ 인덕대학교 방송연예과 휴학

## 출연

### 방송

#### 드라마
- 2019년 네이버 TV 《리얼 : 타임 : 러브》 (웹 드라마) - 송지효 역
- 2019년 유튜브 《우당탕탕 하찮은 메이트》 (웹 드라마) - 은서 역
- 2019년 KBS 1TV 《꽃길만 걸어요》
- 2020년 유튜브 《만찢남녀》 (웹 드라마) - 박민정 역
- 2020년 유튜브 《트웬티 트웬티》 (웹 드라마) - 박민정 역 (특별 출연)
- 2021년 KBS 2TV 《암행어사 : 조선비밀수사단》 - 책비 역
- 2021년 네이버 TV 《하이! 터치》 (웹 드라마) - 한여주 역
- 2021년 TvN 《슬기로운 의사생활 2》 - 본과 학생 역
- 2021년 웨이브 《유 레이즈 미 업》 (웹 드라마)
- 2021년 TVING 《술꾼도시여자들》 (웹 드라마) - 박세진 역
- 2021년 유튜브 《두리안은 과일이 아니야!》 (웹 드라마) - 이루미 역
- 2022년 SBS 《사내 맞선》 - 다혜 역
- 2022년 MBC 《내일》 - 어린 이정문 역 (김영옥 아역)
- 2022년 TvN 《링크 : 먹고 사랑하라, 죽이게》
- 2022년 TVING 《나를 사랑하지 않는 X에게》 (웹 드라마) - 서희수 역
- 2023년 디즈니+ 《마녀》 (웹 드라마)
- 2023년 플레이리스트 《말도 안되지만, 유지의 법칙》 - 노유지 역
- 2024년 JTBC 《비밀은 없어》 - 젊은 온복자 역

#### 시트콤
- 2021년 유튜브 《슬기로운 은행생활》 (웹 시트콤)

#### 예능
- 2019년 네이버 TV 《리얼하이로맨스》 (웹 예능) - 출연자 (2019.03.27~2019.06.02)
- 2019년 유튜브 《한지효》 (웹 예능) - 진행자 (2019.04.28~)

### 영화
- 2018년 《사랑이 맞을까?》 (단편 영화) - 아린 역
- 2019년 《미래의 밤》 (단편 영화)
- 2024년 《그날의 음모》 (단편 영화) - 민지역

### 광고
- 2019년 CJ올리브영 올리브영 - 이 많은 올리브영이 세상에 존재하는 이유 편
- 2020년 LG전자 LG 클로이
- 2021년 아모레퍼시픽 에스트라 테라크네 365 클리어 딥 클렌징 폼 - 한 번에 클렌징 편
- 2021년 티커 뷰티 라이프 플랫폼 - 자매 편 (With 신유은)

## 가족 관계
- 아버지 : 비공개
- 어머니 : 비공개
- 여동생 : 송은서 (2002년 ~ )